# Edwin Sutherland
Edwin Hardin Sutherland, ameriški sociolog, * 13. avgust 1883, † 11. oktober 1950. 
Veljal je za enega najbolj vplivnih kriminologov 20. stoletja. Bil je sociolog interakcionistične šole mišljenja. Je najbolj znan po opredelitvi gospodarskega kriminala, diferencialnega združenja in splošne teorije kriminala in prestopništva. Sutherland je leta 1913 na univerzi v Chicagu doktoriral iz sociologije. 

## Življenje in zgodnje izobraževanje
Edwin Sutherland je odraščal in študiral v Ottawi v Kansasu in Grand Islandu na Nebraski. Leta 1904 je diplomiral na Grand Island College. Po končanem študiju je dve leti učil latinščino, grščino, zgodovino in stenografijo na univerzi Sioux Falls v Južni Dakoti. Leta 1906 je končal z delom na univerzi Sioux Falls in se vpisal na univerzo v Chicago, kjer je leta 1913 doktoriral. Nato se je prekvalificiral iz zgodovinarja v sociologa in političnega ekonomista. Na velik del njegovega študija je vplival pristop k preučevanju kriminalitete s katerim se je seznanil v šoli v Chicagu in je namesto genetskih ali osebnih značilnosti kot determinante človeškega vedenja dajal prednost socialnim in fizičnim dejavnikom okolja.

## Kariera
S tem, ko je 27. decembra leta 1939 na kompoziju ameriškega sociološkega društva predstavil svoj koncept kriminala belih ovratnikov se je s tem zapisal med pomembne znanstvenike gospodarske kriminalitete. Gre za koncept, ki krši obstoječe predsodke, da aristokrati ne morejo storiti nič narobe, kar je bilo izraženo v starodavnem pravnem vidiku, kjer kralj ne more storiti nič narobe.
Po doktoratu na Univerzi v Chicagu je od leta 1913 do leta 1919 obiskoval Univerzo William Jewel v Missouri, poleti leta 1918 Univerzo v Kansasu in od leta 1919 do leta 1925 je bil na Univerzi v Illionoisu. Pred prihodom na Univerzo v Minnesoti leta 1925 je poletje leta 1922 (junij-avgust) preživel na Northwesternu.
Edwin Sutherland si je z delom na Univerzi v Minnesoti med letoma 1926 in 1929 pridobil ugled enega izmed vodilnih kriminalistov v državi. V tem obdobju se je posvečal sociologiji kot znanstveni iniciativi podjetništva, katere cilj je bil, da razumevanje in nadzorovanje socialnih problemov. V letu 1929, ko je bival v Angliji, je Sutherland za nekaj mesecev študiral britanski kazenski sistem. Med letom 1929-1930 je Sutherland delal v New Yorku, kot raziskovalec na uradu za socialno higieno. Leta 1930 je sprejel mesto raziskovalnega profesorja na Univerzi v Chicagu. Nato je leta 1935 prevzel mesto na Univerzi v Indiani, kjer je služboval vse do svoje prezgodnje smrti, 11. oktobra 1950. Na Univerzi v Indiani je ustanovil šolo za kriminologijo Bloomington.
V času njegovega bivanja v Indiani, je objavil štiri knjige in sicer Twenty Thousand Homeless Men (1936), Professional Thief (1937), tretjo izdajo Načel kriminologije (1939) in cenzurirano prvo izdajo White Collar Crime (1949), ki velja za njegovo mojstrovino. Ta je ostala cenzurirana dokler jo leta 1983 ni objavila Univerza Press na Yalu.
Sutherland je bil leta 1939 izvoljen za predsednika Ameriškega sociološkega društva in leta 1940 za predsednika raziskovalnega združenja sociologov. Če se ne bi že uveljavil v sociološki stroki pred uvedbo njegovega koncepta gospodarskega kriminala leta 1939 lahko le ugibamo kdaj bi bil objavljen podoben koncept. Največje ameriške korporacije so grozile, da bodo tožile založnike belega gospodarskega kriminala. Bili so uspešni in imeli so vsa priporočila za imena, ki so bila odstranjena iz teksta. Ko je leta 1983 Univerza Press na Yaleu izdala necenzurirano različico, ki jo je Gilbert Geis predstavil je opozoril, da Sutherlandov pojem o gospodarskemu kriminalu spremeni študijo kriminala po vsem svetu v temeljnih pogledih.
Je avtor vodilnega besedila kriminologije, objavljenega leta 1924. Najprej navaja načelo diferencialni združevanj v tretji izdaji naslovljeno Načela kriminologije (1939: 4-8). Razvoj vzorca kriminalitete je nastal na podlagi tistih, ki so se zavezali kriminalu v nasprotju s tistimi, ki niso storili kaznivega dejanja. Teorija je imela strukturni element v skupinah ljudi, ki so konfliktni in socialno dezorganizirani. Osnovni vzroki za kriminal določajo vzorci ljudi. Slednji element je bil ovržen, ko je bila leta 1947 objavljena četrta izdaja. Vendar pa je ostal prepričan, da je družbeni razred pomemben dejavnik, zato je za storilce kaznivih dejanj uveljavil frazo beli-ovratniki, ki jo je prvič uporabil v govoru za ameriško sociološko društvo, 27. decembra 1939. V njegovi monografiji iz leta 1949 je fraza white-collar crime oziroma kriminaliteta belega ovratnika opredeljena približno kot kaznivo dejanje, ki ga ugledna in visoko družbeno situirana oseba stori v okviru svojega poklica.
1. 1 2  Bernard T. J. Encyclopædia Britannica
2. ↑  SNAC — 2010.
3. ↑  LIBRIS — Kraljevska knjižnica Švedske, 2009.